# Cerebus
Cerebus (conhecido também como Cerebus o Aardvark) é uma série de revistas em quadrinhos criada pelo cartunista canadense Dave Sim. O personagem-título da série das 300 edições é um aardvark (porco-da-terra) antropomórfico que assume uma série de papéis ao longo da série - bárbaro, primeiro-ministro e papa entre eles. A série se destaca por sua experimentação em forma e conteúdo, e pela destreza de sua obra, especialmente depois que o artista de fundo Gerhard se juntou à 65ª edição. À medida que a série progrediu, tornou-se cada vez mais uma plataforma para as crenças controversas de Sim.
Durante a duração da série, Sim foi responsável pelos roteiros e por parte dos desenhos - especificamente o posicionamento dos personagens nos quadros de cada página - enquanto Gerhard ficava responsável por todo o restante, desenhando cenários e os outros elementos das cenas. Enquanto Sim adotava um estilo inspirado em cartoons, Gerhard desenhava cenários realistas e intensamente detalhados, fazendo de Cerebus uma série visualmente distinta e sem semelhanças entre outros quadrinhos.
A dupla foi indicada ao Eisner Award na categoria "Melhor Conjunto de Escritor e Desenhista" em 1992, 1993 e 1994; Sim foi indicado ao Eisner Award de "Melhor Escritor" por seu trabalho na série em 1991, 1992, 1993 e 1994. A série seria indicada à categoria de "Melhor Série" nesses mesmos anos, e Sim ainda seria indicado às categorias de "Melhor Letrista" em 1993, 1994 e 1995 e "Melhor Capista" em 1993 e 1994; O arco de história publicado entre Cerebus #154 e #165, Mothers and Daughters, foi indicado ao Eisner Award de "Melhor História" em 1993 e Cerebus:Flight, reunindo o início da história, ganharia o Eisner Award de "Melhor Graphic Novel" no ano seguinte.
A história em quadrinhos começou como uma paródia de quadrinhos de espada e feitiçaria, mas explorou uma variedade de outros tópicos, incluindo questões políticas, religiosas e de gênero. Em um total de 6.000 páginas, ele se tornou progressivamente mais sério e ambicioso do que suas raízes paródicas - o que veio a ser apelidado de "Síndrome de Cerebus". Sim anunciou cedo que a série terminaria com a morte do personagem-título. A história tem um grande elenco de personagens, muitos dos quais começaram como paródias de personagens de histórias em quadrinhos e cultura popular.
Começando em "High Society", a série se dividiu em "romances" autônomos, que formam partes da história geral. Os dez "romances" da série foram coletados em 16 livros, conhecidos como "Cerebus phonebook" (Cerebus lista telefônica) por sua semelhança, por meio de sua espessura, a listas telefônicas. Numa época em que a série estava cerca de 70% concluída, o célebre escritor de histórias em quadrinhos Alan Moore escreveu: "Cerebus, como se eu precisasse dizer, ainda é para os quadrinhos o que o hidrogênio é para a tabela periódica".